# Lago Tritonide
Il lago Tritonide (o lago Tritone, o anche palude Tritonide, in greco antico: Τριτωνίδα λίμνην, Tritōnida limnēn) era un grande lago situato in Africa settentrionale, descritto in diversi testi di autori greci classici quali Erodoto, Apollonio di Rodi, Diodoro Siculo e Scilace di Carianda. Era situato nella regione storica della Libia, probabilmente nel sud di quella che oggi è la Tunisia.

## Locazione
Il lago si trovava nella regione storica della Libia, ma la sua esatta posizione è sconosciuta; Diodoro Siculo lo dice situato nei pressi dell'Oceano (probabilmente il Mar Mediterraneo), vicino all'Atlante e ai confini dell'Etiopia (forse il Maghreb). Alcuni autori lo identificano con l'antico lago Ouargia, situato appena a sud di Tunisi, oppure con l'odierno lago Chott el-Jerid.
Il lago avrebbe avuto anche un immissario, chiamato Tritone; il nome del lago era derivato da quello del fiume o, secondo altre fonti, direttamente da quello del dio Tritone.
I vari autori che ne parlano citano alcune isole che sarebbero state contenute al suo interno, come Ila o Fla (che, secondo un oracolo, avrebbe dovuto essere colonizzata dagli Spartani) ed Esperia (così chiamata per il fatto di trovarsi ad ovest).

## Vicende

### Mitologia
Secondo Erodoto, gli Argonauti giunsero nel lago Tritonide con la nave Argo, che si sarebbe arenata nelle secche del lago in seguito ad una tempesta; ma l'equipaggio si sarebbe tratto d'impaccio grazie a Tritone, apparso a Giasone. Dopo essersi fatto consegnare un tripode, Tritone profetizzò anche che in un futuro, se un discendente degli Argonauti fosse tornato a riprendere il tripode, cento città greche sarebbero sorte intorno al lago (al che, gli indigeni Libi si sarebbero affrettati a sottrarre il tripode dal santuario del dio). Nonno attribuisce il compimento di tale profezia a Cadmo, che avrebbe fondato le città in seguito al suo matrimonio con Armonia. Secondo altre fonti tale mito riguardava invece in origine la città di Cirene.

### Storia
Il lago è citato da Erodoto che, nelle Storie, oltre a dare acconti di alcuni miti, cita anche alcuni dei popoli che avrebbero vissuto intorno al lago, come i Maclei, gli Ausei e i Libii.
Diodoro Siculo, riportando notizie di un altro cronista di nome Dionisio Scitobrachione, afferma che la regione del lago era il regno di un gruppo di amazzoni nordafricane (distinte da quelle pontine); esse, dopo aver sconfitto gli indigeni, avrebbero costruito una città di nome Cherroneso sull'isola di Esperia.